# 青春少年マガジン1978〜1983
『青春少年マガジン1978〜1983』（せいしゅんしょうねんマガジン1978〜1983）は、小林まことによる日本の漫画。『週刊少年マガジン』（講談社）にて、短期集中連載された（全13話）。

## 概要
『週刊少年マガジン』創刊50周年の記念企画で、小林まことの漫画家デビューから『1・2の三四郎』終了までの期間を中心とした自伝的作品である。タイトルにある「1978〜1983」は『1・2の三四郎』の連載期間だが、登場人物の後日談もエピソードに組み込まれているため、実際には1984年以降の話も含んでいる。
タイトルロゴの「少年マガジン」の部分は、現在より1世代前の1978年から1984年までの誌名ロゴが使用されている。
マンガ大賞2009ノミネート作品。宝島社「このマンガがすごい!2010」オトコ編3位。

## あらすじ
少年マガジン編集部が小林まことの家を訪ね、50周年記念でデビューの頃の思い出話を描いて欲しいと依頼するが、小林は恨みを込めて「無い（から書けない）」と拒絶する。「あの頃、自分は編集部に殺されかけた」と言うほど仕事に忙殺されたからだが、その裏には共に競ったライバルで、親友でもあった2人の漫画家を失う悲劇もあった。

## 登場人物

### 新人3バカトリオ
小林まこと（こばやし まこと）
本作品の主人公。実物は短髪で髭を生やした自称・老け顔だが、「作品のクオリティを尊重して」長髪・美形に描かれている。漫画家デビューを目指し上京、職を転々としつつ持ち込みを続けた結果、工富の目に留まる。投稿した「格闘三兄弟」が少年マガジン新人漫画賞に入選し、賞金100万円を得た上、『少年マガジン』誌上でのデビューが決まる。年齢・デビューが近い小野・大和田と意気投合、作者コメント欄まで私物化するその言動から3人合わせて「新人3バカトリオ」の異名を編集者から頂戴する。週刊連載にもかかわらず、1話を描き上げるのに8日かかるほどの遅筆であり、その都度担当者を泣かせているが、当の編集部も看板作品でありながら「アラレちゃんのほうが売れてる」と言い放つなど、恨み恨まれな関係である。
作中では同世代として描かれているが、年齢は小野が6歳上、大和田が5歳上である（作中に登場する新人漫画家は、すべて小林より年上である）
小野新二（おの しんじ）
あだち勉、あだち充兄弟のアシスタント出身で、小林と同時にデビュー。『純のスマッシュ』の作者。少年マガジン新人漫画賞では決選投票の末、小林に敗れ佳作となる。「ヘッヘッヘッ」とシニカルに笑う。アシスタント時代が長かったこともあり、基本的に仕事の依頼があれば、断ることなく引き受ける職人肌な考えを持つ。執筆生活での疲労と過度の飲酒で体調に異変が表れても気にかけず、一見プレッシャーを面に出さない。小林によると妻は美人。小林の妻は小野の結婚式場でアルバイトをしていた女性だが、そのエピソードは省略されている。
あだち勉『実録あだち充物語』や、ありま猛『あだち勉物語 〜あだち充を漫画家にした男〜』など、アシスタント時代の関係者が描いた実録作品では、小太りのちょび髭でお調子者な人物として描かれているが、本作では晩年のイメージに合わせたのか、眼鏡に痩せ型の容姿で描かれている。
大和田夏希（おおわだ なつき）
小林とほぼ同じ時期に連載開始した新人漫画家であり、『タフネス大地』の作者。小林と小野をライバル視しつつも、2人の作品を評価していた。小林が自分の作品で大和田を出して茶化すと、大和田も小林を登場させたり、作者コメント欄でもお互いに茶化し合うなどの仲であった。しかし、ボクシング漫画でありながら試合の話になると反響が少ない（試合展開がつまらないと読者から暗に指摘される）現象から、精神的不安定に陥る。結局、連載を打ち切り故郷の北海道へ帰郷。しばらくして東京へ戻り、『虹色town』の連載を開始するも、酒に逃げ、周りに辛く当たり始める。
本編では言及されていないが、週刊少年マガジンでは再デビューだった。実際のデビューは1971年で、3人の中では一番早かったが、『週刊少年キング』や小学館の学年誌が主戦場で、ほとんど世に知られていなかった。

### その他漫画家（セミレギュラー）
柳沢きみお（やなぎさわ きみお）
大ヒット作『翔んだカップル』の作者であり、小林とは故郷・当時の自宅・担当編集が同じ。自らの連載作品に登場する自画像と違い、実際の柳沢の容姿に忠実な美形として描かれているが、自らの連載作品に登場する時と同様、語尾に「ベチ」とつけている。また、性格的にも後年の鬱屈したイメージと違い、明朗でダンディな人物として描かれている。
服部かずみ（はっとり かずみ）
『いこうぜ!!球人』の作者。小野のアシスタント時代の後輩。元暴走族のリーダーだが、性格は温厚で人格者。のちに『週刊少年チャンピオン』で『セパハン』『原宿こぶし組』などの作品を描く。連載後半では、3バカトリオ4人目のメンバーと言えるほど出番が増える。

### その他漫画家（ワンシーン・ワンカット程度）
望月三起也（もちづき みきや）
小林が最初にアシスタントをさせてもらった作家。小林の視点で言うと「仕事がきつく」二ヶ月でやめた。
もろが卓（もろが たく）
小林が新人賞を獲った時の佳作入賞者。同時期に『サクセスボーイ』（原作・牛次郎）の連載を開始しており、他に『激突!ラジコンロック』（原作・神保史郎）をヒットさせる。後に漫画家を廃業し、ガスコン金矢の筆名で『月刊ログイン』や『ファミコン通信』（いずれも当時）の編集ライターに転身する。作中では礼儀正しい理知的な人物として描かれている。
あだち充（あだち みつる）
小野、服部の師匠。時期的には『ナイン』で『週刊少年サンデー』系列へ復帰する直前。
手塚治虫（てづか おさむ）
当時、週刊少年マガジンで『未来人カオス』を連載。講談社漫画賞のパーティ会場で発見したが、近づくことすらできなかった。
ちばてつや
当時、週刊少年マガジンで『おれは鉄兵』を連載。講談社漫画賞の二次会で小野・大和田とともに遭遇し挨拶するが、ちばは小林たちのことを知らなかった。
しもさか保（しもさか たもつ）
『ガクラン八年組』の作者であり、小林の次の新人賞に入選し、賞金100万円を得た漫画家。破天荒なケンカ漫画を描いているが、本人はおとなしい性格である。最初はやせていたが、結婚したら太ってしまったらしい。
川三番地（かわ みつばち）
『男ぞ!硬介』の作者。ちばてつやのアシスタント出身。当時はロングヘアーであり、おとなしい性格だが酒が入ると人が変わる。当時の『マガジン』連載陣による合作漫画を作成する際、小林と一緒にネームを作るなど仲が良い。のち、川三番地（かわさんばんち）に名前を変え、『4P田中くん』『風光る』『Dreams』（いずれも原作・七三太朗）などの野球漫画をロングヒットさせる。
もとはしまさひで
『微笑によろしく』の作者。初対面時はロングパーマで、次に会ったときはオールバックという、厳つい風貌の持ち主。『コンポラ先生』のヒット後、『ヤンキー烈風隊』や『麗霆゛子（レディース!!）』など、暴走族漫画のヒットメーカーとなる。
楠みちはる（くすのき みちはる）
『あいつとララバイ』の作者で、小林の旧友。時間が出来ると合コンの誘いに来る、軽い性格の人物として描かれている。絶交していた時期もあるが、きうちかずひろの仲介で和解した。『シャコタン☆ブギ』『湾岸ミッドナイト』などのヒット作でしげの秀一と双璧を成す、自動車漫画のヒットメーカー。
赤塚不二夫（あかつか ふじお）
小林が1982年に講談社漫画賞を受賞した際、『1・2の三太郎』と間違えてスピーチをした。同年は『ギャグゲリラ』の連載終了もあり、酒量が激増しアルコール依存症に陥っていた。
しげの秀一（しげの しゅういち）
『1・2の三四郎』の連載終盤、小林が原稿を落としそうになったとき、臨時で1日だけアシスタントを務める。小林は年下と思っていたが、実はしげののほうが1つ年上。その後『三四郎』と入れ替わるように連載が開始された『バリバリ伝説』が、『週刊少年マガジン』の屋台骨を支える大ヒット作となる。

### 漫画原作者
梶原一騎（かじわら いっき）
講談社のパーティーで出会った小林に『1・2の三四郎』が面白いと評価し、柔道をやっていた経歴を活かして描いていることから「君もサムライだな」と励ます。後に小野とのコンビで『初恋物語』を発表。
史村翔（ふみむら しょう）
別ペンネームは武論尊。小林は史村とヤクザを間違えてしまったことがある。小野と組んだ『OH!タカラヅカ』は美保純主演で日活ロマンポルノ化されるなど、初期の『ヤングマガジン』を支えるヒット作となり、小野の葬儀では「本当に天才だったな……」と述懐していた。

### 編集者
工富保（くとみ たもつ）
『週刊少年マガジン』の編集者で、永井豪『バイオレンスジャック』『イヤハヤ南友』、柳沢きみお『翔んだカップル』などを担当。他編集部で評価の得られなかった小林の持ち込み作品を絶賛。「ノセ上手で魔法でもかけるように、打ち合わせで漫画家にアイデアを出させる」「特技は漫画家の原稿を見ている時、自分の持っているタバコの煙が眼に入って顔をしかめる」得意の話術で新人漫画賞入選・デビューに導く。『三四郎』連載時の小林の担当でもある。後に8代目『週刊少年マガジン』編集長となる。
三木創作（みき そうさく）
『1・2の三四郎』連載当時の『週刊少年マガジン』編集長。小林がストーリーを考え、川と服部が補佐をした、少年マガジン全漫画家合作漫画『スリーウッドクリエーション号殺人事件』のスリーウッドクリエーション号は、彼の名前をもじったもの。
栗原良幸（くりはら よしゆき）
当時の『月刊少年マガジン』編集長。その後『コミックモーニング』『月刊アフタヌーン』の初代編集長などを経て、今作連載時には講談社取締役。豪腕編集長といわれ、多くの逸話を持つ。小林をして「東京にはすげぇ奴がいる」と言わしめた人物。小林を煽って『月刊少年マガジン』で『シロマダラ』の連載をさせるが、ただでさえ遅筆の小林は睡眠時間が週8時間という無理な生活を強いられた結果、倒れてしまい、『シロマダラ』は休載、30年経過した現在も休載扱いである。しかしその後も事あるごとに小林を煽り、小林もそれに乗せられる形で『What's Michael?』などの作品を生み出していく。その付き合いはコミックボンボン版『ガブリン』まで続いた。

## 単行本
- 全1巻　2008年12月17日発売　ISBN 978-4-06-375618-0
デラックス版のため、通常の少年マガジンKCより割高となっている。小林が講談社新人漫画賞を受賞した「格闘三兄弟」も収録。小学校時代から『三四郎』連載中まで発掘された多数の資料が掲載されている。